# かしわ記念
かしわ記念（かしわきねん）は、千葉県競馬組合が船橋競馬場で施行する地方競馬の重賞競走（ダートグレード競走、JpnI）である。農林水産大臣が賞を提供しており、正式名称は「農林水産大臣賞典 かしわ記念（のうりんすいさんだいじんしょうてん かしわきねん）」と表記される。
競走名の「かしわ」は船橋競馬場の前身で、千葉県柏市に1952年まで所在していた柏競馬場を表している。
副賞は農林水産大臣賞、千葉県知事賞、日本中央競馬会理事長賞、日本馬主協会連合会会長奨励賞、日本地方競馬馬主振興協会会長賞、地方競馬全国協会理事長賞、株式会社よみうりランド賞、千葉県馬主会会長賞、開催執務委員長賞、またNAR生産牧場賞と船橋競馬生産牧場賞がある（2025年）。

## 概要
第1回千葉県営競馬が柏競馬場で行われたことを記念し、1989年に創設（ただし、1978年に始まった同名の準重賞が重賞へ格上げされたとするものもある）。本競走で2着以内の成績を収めた地方競馬所属馬には、帝王賞の優先出走権が付与される。中央地方交流競走となった当時は、春から夏にかけて短距離適性馬が出走できるダートの大レースがなかったため、ダートグレード競走となってからは中央競馬・地方競馬の一流馬による高レベルの争いが繰り広げられるようになり、ダートグレード競走となった当時の格付けはGIIIであったものが、2002年にはGIIに、2005年にはGIに格上げされるに至った。
船橋市立船橋高等学校の吹奏楽部によるファンファーレ演奏が恒例になっている。（生演奏、リモート生演奏、収録放映など年により変わる。但し2023年・2024年は生演奏は実施されず）

### 条件・賞金等（2025年）
出走資格
サラブレッド系4歳以上。
下表の競走で所定の成績を収めた地方競馬所属馬に本競走の優先出走権が与えられている。
| 競走                     | 格・条件 | 競馬場     | 距離        | 必要な着順 |
| ------------------------ | -------- | ---------- | ----------- | ---------- |
| 報知グランプリカップ     | SIII     | 船橋競馬場 | ダート1800m | 1着        |
| 京成盃グランドマイラーズ | SI       | 船橋競馬場 | ダート1600m | 2着以内    |
| 東京スプリント           | JpnIII   | 大井競馬場 | ダート1200m | 2着以内    |

負担重量
定量。57kg、牝馬2kg減（南半球産4歳1kg減）
賞金額
1着8000万円、2着2800万円、3着1600万円、4着800万円、5着400万円。
優先出走権付与
本競走で上位2着までに入った地方競馬所属馬には帝王賞とさきたま杯の優先出走権が付与される。

### 過去の賞金額
中央競馬・地方競馬全国指定交流競走に指定された1996年以降
| 回数             | 総額賞金 （万円） | 1着賞金 （万円） | 2着賞金 （万円） | 3着賞金 （万円） | 4着賞金 （万円） | 5着賞金 （万円） |
| ---------------- | ----------------- | ---------------- | ---------------- | ---------------- | ---------------- | ---------------- |
| 第08回（1996年） | 5,100             | 3,000            | 1,050            | 600              | 300              | 150              |
| 第09回（1997年） | 5,100             | 3,000            | 1,050            | 600              | 300              | 150              |
| 第10回（1998年） | 5,100             | 3,000            | 1,050            | 600              | 300              | 150              |
| 第11回（1999年） | 5,100             | 3,000            | 1,050            | 600              | 300              | 150              |
| 第12回（2000年） | 5,100             | 3,000            | 1,050            | 600              | 300              | 150              |
| 第13回（2001年） | 6,800             | 4,000            | 1,400            | 800              | 400              | 200              |
| 第14回（2002年） | 6,800             | 4,000            | 1,400            | 800              | 400              | 200              |
| 第15回（2003年） | 7,650             | 4,500            | 1,575            | 900              | 450              | 225              |
| 第16回（2004年） | 7,650             | 4,500            | 1,575            | 900              | 450              | 225              |
| 第17回（2005年） | 1億200            | 6,000            | 2,100            | 1,200            | 600              | 300              |
| 第18回（2006年） | 1億200            | 6,000            | 2,100            | 1,200            | 600              | 300              |
| 第19回（2007年） | 1億200            | 6,000            | 2,100            | 1,200            | 600              | 300              |
| 第20回（2008年） | 1億200            | 6,000            | 2,100            | 1,200            | 600              | 300              |
| 第21回（2009年） | 1億200            | 6,000            | 2,100            | 1,200            | 600              | 300              |
| 第22回（2010年） | 1億200            | 6,000            | 2,100            | 1,200            | 600              | 300              |
| 第23回（2011年） | 1億200            | 6,000            | 2,100            | 1,200            | 600              | 300              |
| 第24回（2012年） | 1億200            | 6,000            | 2,100            | 1,200            | 600              | 300              |
| 第25回（2013年） | 1億200            | 6,000            | 2,100            | 1,200            | 600              | 300              |
| 第26回（2014年） | 1億200            | 6,000            | 2,100            | 1,200            | 600              | 300              |
| 第27回（2015年） | 1億200            | 6,000            | 2,100            | 1,200            | 600              | 300              |
| 第28回（2016年） | 1億200            | 6,000            | 2,100            | 1,200            | 600              | 300              |
| 第29回（2017年） | 1億200            | 6,000            | 2,100            | 1,200            | 600              | 300              |
| 第30回（2018年） | 1億200            | 6,000            | 2,100            | 1,200            | 600              | 300              |
| 第31回（2019年） | 1億200            | 6,000            | 2,100            | 1,200            | 600              | 300              |
| 第32回（2020年） | 1億200            | 6,000            | 2,100            | 1,200            | 600              | 300              |
| 第33回（2021年） | 1億1,900          | 7,000            | 2,450            | 1,400            | 700              | 350              |
| 第34回（2022年） | 1億3,600          | 8,000            | 2,800            | 1,600            | 800              | 400              |
| 第35回（2023年） | 1億3,600          | 8,000            | 2,800            | 1,600            | 800              | 400              |
| 第36回（2024年） | 1億3,600          | 8,000            | 2,800            | 1,600            | 800              | 400              |

## 歴史
- 1978年 - 南関東の準重賞「かしわ記念」が創設、1800mで施行された[1]。
- 1989年 - 南関東所属馬による重賞として創設。
- 1995年 - 南関東地区のグレード制施行により、G2に格付け。
- 1996年
  - 1着賞金が3,000万円に増額。
  - 中央・地方全国指定交流競走に指定。
  - 負担重量を別定に変更。
  - 距離を1600mに変更。
- 1997年 - ダート競走格付け委員会により、ダートグレード競走（統一GIII[注 2]）に格付け。
- 2001年 - 1着賞金が4,000万円に増額。馬齢表示の国際基準への変更に伴い、出走条件を「3歳以上」に変更。
- 2002年
  - 南関東グレードをG1に格上げ。
  - GII（統一GII）[注 2]に格上げ。
- 2003年
  - 1着賞金が4,500万円に増額。
  - 出走条件を「4歳以上」に変更。
  - 負担重量を定量に変更[5]。
- 2005年 - 1着賞金が6,000万円に増額。GI（統一GI）[注 2]に格上げ。
- 2007年 - 日本のパートI国昇格に伴い、格付表記をJpnIに変更。
- 2011年 - 「震災復興支援競走」の副称をつけて施行。
- 2013年 - 売得金額が8億965万4200円を記録し、同競走の1レース売上レコードを更新。
- 2015年 - 売得金額が8億6638万100円を記録し、同競走の1レース売上レコードを更新。
- 2016年
  - 中央競馬所属馬の出走枠が1頭増え6頭に[6]、それにともない地方競馬所属馬の出走枠が8頭となる。
  - 売得金額が12億3023万800円を記録し、船橋競馬場1レース売上レコードを更新。
- 2018年
  - 同レース初のナイター開催。
  - 売得金額が12億9832万1500円を記録し、船橋競馬場1レース売上レコードを更新。
- 2019年 - 売得金額が15億6756万500円を記録し、船橋競馬場1レース売上レコードを更新。
- 2020年
  - 新型コロナウイルス感染症（COVID-19）の流行及び改正・新型インフルエンザ等対策特別措置法32条に基づいて日本国政府から発令された新型コロナウイルス緊急事態宣言により、客を入れない「無観客競馬」として開催。
  - 売得金額が18億9672万1600円を記録し、船橋競馬場1レース売上レコードを更新。
- 2021年 
  - 1着賞金が7,000万円に増額。
  - 京成盃グランドマイラーズが新たにトライアル競走に指定され、柏の葉オープンがトライアルから外れる。
  - 船橋競馬場の大規模改修工事のため、前年に引き続き無観客競馬として開催。
  - 売得金額が24億9232万7400円を記録し、船橋競馬場1レース売上レコードを更新。
- 2022年
  - 1着賞金が8,000万円に増額[7]。
  - 3年ぶりの有観客開催。施設整備のため、事前予約制による入場制限を実施した。
- 2024年
  - 新スタンドB棟の供用開始に伴い、入場制限を解除。
  - 売得金額が24億9866万7100円を記録し、船橋競馬場1レース売上レコードを更新。

### 歴代優勝馬
全て船橋競馬場ダートコースで施行。
| 回数   | 施行日        | 距離  | 優勝馬             | 性齢 | 所属 | タイム  | 優勝騎手   | 管理調教師 | 馬主                               |
| ------ | ------------- | ----- | ------------------ | ---- | ---- | ------- | ---------- | ---------- | ---------------------------------- |
| 第1回  | 1989年5月17日 | 1800m | イシノラツキー     | 牝4  | 船橋 | 1:52.5  | 桑島孝春   | 泉孝       | 亀井都                             |
| 第2回  | 1990年5月5日  | 1800m | フジノダンサー     | 牝4  | 船橋 | 1:54.8  | 石崎隆之   | 須永和良   | 臼井勇                             |
| 第3回  | 1991年4月23日 | 1800m | パワーデイクター   | 牡4  | 船橋 | 1:54.7  | 田部和廣   | 金澤豊     | 潤間力夫                           |
| 第4回  | 1992年4月23日 | 1800m | スーパージョーク   | 牡6  | 船橋 | 1:55.7  | 石崎隆之   | 須永和良   | 若林一郎                           |
| 第5回  | 1993年5月27日 | 1800m | トキノクンショウ   | 牡4  | 大井 | 1:53.4  | 鈴木啓之   | 小筆昌     | 渡辺典六                           |
| 第6回  | 1994年5月4日  | 1800m | ヤマジュンオー     | 牡5  | 大井 | 1:53.7  | 的場文男   | 栗田繁     | 山下洵一郎                         |
| 第7回  | 1995年4月20日 | 1800m | ヤマノセイコー     | 牡5  | 船橋 | 1:53.0  | 田部和廣   | 鈴木茂樹   | 山口明彦                           |
| 第8回  | 1996年5月29日 | 1600m | ヒカリルーファス   | 牡4  | 大井 | 1:39.4  | 早田秀治   | 高岩隆     | 野口光雄                           |
| 第9回  | 1997年5月28日 | 1600m | バトルライン       | 牡4  | JRA  | 1:37.9  | 武豊       | 松田博資   | （有）社台レースホース             |
| 第10回 | 1998年5月27日 | 1600m | アブクマポーロ     | 牡6  | 船橋 | R1:35.4 | 石崎隆之   | 出川克己   | 鑓水秋則                           |
| 第11回 | 1999年5月26日 | 1600m | サプライズパワー   | 牡5  | 船橋 | 1:39.5  | 石崎隆之   | 川島正行   | 大迫忍                             |
| 第12回 | 2000年5月24日 | 1600m | ビーマイナカヤマ   | 牡6  | JRA  | 1:40.8  | 鹿戸雄一   | 高市圭二   | （有）中山牧場                     |
| 第13回 | 2001年5月30日 | 1600m | タマモストロング   | 牡6  | JRA  | 1:38.1  | 小池隆生   | 佐藤正雄   | タマモ（株）                       |
| 第14回 | 2002年5月8日  | 1600m | トーシンブリザード | 牡4  | 船橋 | 1:36.5  | 石崎隆之   | 佐藤賢二   | 和泉栄一                           |
| 第15回 | 2003年6月4日  | 1600m | スターリングローズ | 牡6  | JRA  | 1:38.2  | 福永祐一   | 北橋修二   | （株）協栄                         |
| 第16回 | 2004年5月26日 | 1600m | ナイキアディライト | 牡4  | 船橋 | 1:39.7  | 石崎隆之   | 出川龍一   | 小野スミ                           |
| 第17回 | 2005年5月5日  | 1600m | ストロングブラッド | 牡6  | JRA  | 1:37.9  | 内田博幸   | 増沢末夫   | 村木篤                             |
| 第18回 | 2006年5月5日  | 1600m | アジュディミツオー | 牡5  | 船橋 | 1:38.6  | 内田博幸   | 川島正行   | 織戸眞男                           |
| 第19回 | 2007年5月2日  | 1600m | ブルーコンコルド   | 牡7  | JRA  | 1:37.4  | 幸英明     | 服部利之   | （株）荻伏レーシング・クラブ       |
| 第20回 | 2008年5月5日  | 1600m | ボンネビルレコード | 牡6  | JRA  | 1:37.6  | 的場文男   | 堀井雅広   | 塩田清                             |
| 第21回 | 2009年5月5日  | 1600m | エスポワールシチー | 牡4  | JRA  | 1:35.9  | 佐藤哲三   | 安達昭夫   | （株）友駿ホースクラブ             |
| 第22回 | 2010年5月5日  | 1600m | エスポワールシチー | 牡5  | JRA  | 1:36.8  | 佐藤哲三   | 安達昭夫   | （株）友駿ホースクラブ             |
| 第23回 | 2011年5月5日  | 1600m | フリオーソ         | 牡7  | 船橋 | 1:38.2  | 戸崎圭太   | 川島正行   | ダーレー・ジャパン・ファーム（有） |
| 第24回 | 2012年5月2日  | 1600m | エスポワールシチー | 牡7  | JRA  | 1:36.5  | 佐藤哲三   | 安達昭夫   | （株）友駿ホースクラブ             |
| 第25回 | 2013年5月6日  | 1600m | ホッコータルマエ   | 牡4  | JRA  | 1:37.8  | 幸英明     | 西浦勝一   | 矢部幸一                           |
| 第26回 | 2014年5月5日  | 1600m | コパノリッキー     | 牡4  | JRA  | 1:39.2  | 田辺裕信   | 村山明     | 小林祥晃                           |
| 第27回 | 2015年5月5日  | 1600m | ワンダーアキュート | 牡9  | JRA  | 1:37.4  | 和田竜二   | 佐藤正雄   | 山本信行                           |
| 第28回 | 2016年5月5日  | 1600m | コパノリッキー     | 牡6  | JRA  | 1:39.2  | 武豊       | 村山明     | 小林祥晃                           |
| 第29回 | 2017年5月5日  | 1600m | コパノリッキー     | 牡7  | JRA  | 1:39.9  | 武豊       | 村山明     | 小林祥晃                           |
| 第30回 | 2018年5月2日  | 1600m | ゴールドドリーム   | 牡5  | JRA  | 1:39.2  | C.ルメール | 平田修     | 吉田勝己                           |
| 第31回 | 2019年5月6日  | 1600m | ゴールドドリーム   | 牡6  | JRA  | 1:40.2  | C.ルメール | 平田修     | 吉田勝己                           |
| 第32回 | 2020年5月5日  | 1600m | ワイドファラオ     | 牡4  | JRA  | 1:38.6  | 福永祐一   | 角居勝彦   | 幅田昌伸                           |
| 第33回 | 2021年5月5日  | 1600m | カジノフォンテン   | 牡5  | 船橋 | 1:39.3  | 張田昂     | 山下貴之   | 吉橋興生                           |
| 第34回 | 2022年5月5日  | 1600m | ショウナンナデシコ | 牝5  | JRA  | 1:38.9  | 吉田隼人   | 須貝尚介   | 国本哲秀                           |
| 第35回 | 2023年5月4日  | 1600m | メイショウハリオ   | 牡6  | JRA  | 1:39.3  | 浜中俊     | 岡田稲男   | 松本好雄                           |
| 第36回 | 2024年5月1日  | 1600m | シャマル           | 牡6  | JRA  | 1:39.0  | 川須栄彦   | 松下武士   | 金山敏也                           |
| 第37回 | 2025年5月5日  | 1600m | シャマル           | 牡7  | JRA  | 1:39.2  | 川須栄彦   | 松下武士   | 金山敏也                           |

※Rはコースレコードを示す。

## 同名の競走
同名の準重賞競走が1978年から1988年まで船橋競馬場で行われている。この準重賞を上記重賞の始まりとするものもある。

### 歴代優勝馬
| 施行日         | 距離  | 優勝馬             | 性齢 | 所属 | タイム | 優勝騎手 | 管理調教師 | 馬主       |
| -------------- | ----- | ------------------ | ---- | ---- | ------ | -------- | ---------- | ---------- |
| 1978年9月14日  | 1800m | ヤクモチヤーター   | 牡5  |      |        |          |            | 小倉正範   |
| 1979年9月2日   | 1800m | ベエンチヤコトブキ | 牡3  |      |        |          |            |            |
| 1980年10月27日 | 1800m | チバオーカン       | 牡4  | 船橋 |        |          |            | 玉井吉翠   |
| 1981年10月22日 | 1800m | ハローフオンテン   | 牡5  |      |        |          |            |            |
| 1982年10月28日 | 1800m | サチノフレンド     | 牡5  |      |        |          |            |            |
| 1983年10月27日 | 1800m | ハワイダンサー     | 牡4  |      |        |          |            | 髙野哲     |
| 1984年10月17日 | 1800m | エリモダンサー     | 牡4  |      |        |          |            | 山本慎一   |
| 1985年10月22日 | 1800m | ボールドブリシー   | 牡5  | 船橋 |        |          | 北川亮     | 片田靜惠   |
| 1986年9月8日   | 1800m | アイランドハンター | 牡3  | 船橋 | 1:51.9 | 木村騎一 | 安藤榮作   | 嶋村二三男 |
| 1987年9月9日   | 1800m | キサラズボーイ     | 牡5  | 船橋 | 1:53.4 | 佐藤隆   | 吉田馨     | 宮崎實     |
| 1988年9月23日  | 1800m | エリモテン         | 牡4  | 船橋 | 1:54.0 | 佐藤隆   | 三間典夫   | 杉山達雄   |

## ダート1600mで行われるGI・JpnI競走
- フェブラリーステークス
- マイルチャンピオンシップ南部杯
- 全日本2歳優駿